# Мала Милија
Мала Милија (Микри Милија) је насељено место у општини Пидна-Колиндрос у периферији Средишња Македонија, Грчка. Према попису из 2021. године било је 12 становника.
Мала Милија (Мала Јабука) је била читлучко насеље и 1913. године имала је 163 житеља Грка.